# Nádasérberzseny
Nádasérberzseny (szlovákul Nedožery-Brezany) község Szlovákiában, a Trencséni kerületben, a Privigyei járásban. Nádasér és Berzseny települések egyesítésével jött létre.

## Fekvése
Privigyétőltól 5 km-re északra fekszik.

## Története
Berzsenyt 1267-ben, Nádasér falut 1242-ben említik először.
A trianoni diktátumig mindkét település Nyitra vármegye Privigyei járásához tartozott.
1964-ben jött létre Nádasér és Berzseny települések egyesítésével.

## Népessége
| Év:            | 1994. | 2004.   | 2014.   | 2024.   |
| -------------- | ----- | ------- | ------- | ------- |
| Emberek száma: | 1828  | 1940    | 2110    | 2054    |
| Eltérés:       |       | +6,12 % | +8,76 % | -2,65 % |

| Év:            | 2023. | 2024.   |
| -------------- | ----- | ------- |
| Emberek száma: | 2062  | 2054    |
| Eltérés:       |       | -0,38 % |

2001-ben 1857 lakosából 1801 szlovák volt.
2011-ben 2113 lakosából 2014 szlovák.

## Neves személyek
- Itt született 1555-ben Nádaséri Benedicti M. Lőrinc író, matematikus, egyetemi tanár.
- Berzsenyben született 1790-ben Cservényi Alajos piarista rendi tanár, költő.

## Nevezetességei
- Berzseny Szent Ilona és Krisztus Király tiszteletére szentelt római katolikus temploma 1409-ben épült, 1666-ban és 1748-ban újjáépítették.
- A berzsenyi plébánia 1680 és 1700 között épült késő reneszánsz stílusban.
- Nádasér Szűz Mária tiszteletére szentelt római katolikus kápolnája a 19. században épült.

## Lásd még
- Berzseny
- Nádasér